# ملعب بالسترا الجديد
ملعب بالسترا الجديد (بالإنجليزية: Estadio Nueva Balastera)‏ هو ملعب كرة قدم يقع في إسبانيا، يتسع لـ 8,070 متفرج.

## التاريخ
افتتح الملعب عام 2006. كانت تكلفة إنشاء الملعب 18,000,000 يورو.